# Abbazia di Borzone
Il complesso abbaziale di Sant'Andrea è un luogo di culto cattolico situato nella località di Borzone nel comune di Borzonasca, nella città metropolitana di Genova. La chiesa è sede della parrocchia omonima del vicariato di Sturla e Graveglia della diocesi di Chiavari. Dal 1910 è stato dichiarato monumento nazionale italiano.

## Storia

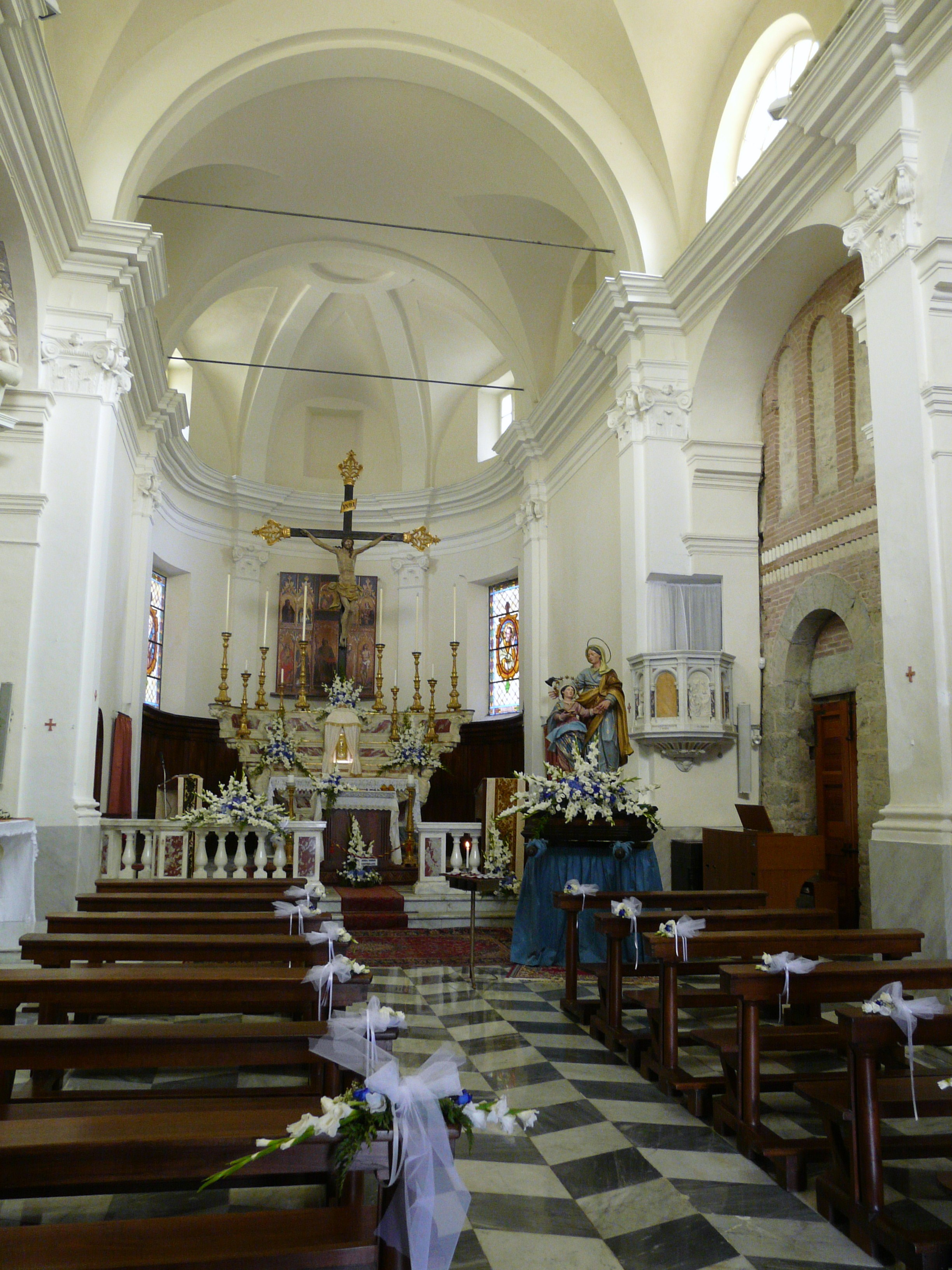
La navata centrale della chiesa

Il complesso è situato a 335 m s.l.m. in un luogo solitario, distante dal centro abitato di Borzonasca all'incirca tre chilometri.
La storia sulla sua fondazione è ancora oggi incerta, poiché non esistono date certe sugli avvenimenti storici. Secondo alcune testimonianze la chiesa e il monastero furono costruiti per volere del re longobardo Liutprando tra il 712 e il 714, con annessa residenza regia, in sostituzione della fortezza eretta dai Bizantini nel VI secolo, ormai in decadenza.
Durante l'era dei Longobardi in Liguria il complesso monastico fu affidato, così come attesta un documento del 972, ai monaci Benedettini dell'abbazia di San Colombano di Bobbio i quali amministrarono interamente la valle Sturla fino all'anno 1000. Nel XII secolo fu sottoposto alla giurisdizione dell'abate di San Pietro in Ciel d'oro di Pavia, fino al successivo passaggio nel 1128 al vescovo di Genova.
Fu grazie ai conti Fieschi di Lavagna, divenuti i nuovi proprietari di Borzone nel 1145, se la chiesa venne eletta ad abbazia nel 1184 direttamente dall'arcivescovo di Genova Ugone della Volta. L'anno successivo, 1185, divenne commenda parrocchiale rimanendo tale fino al 1847. La chiesa è menzionata inoltre in un'iscrizione del 1244, anche se tale data non è stata del tutto confermata dagli studiosi.
Fino al 1536 il territorio di Borzonasca fu soggetto all'abbazia.

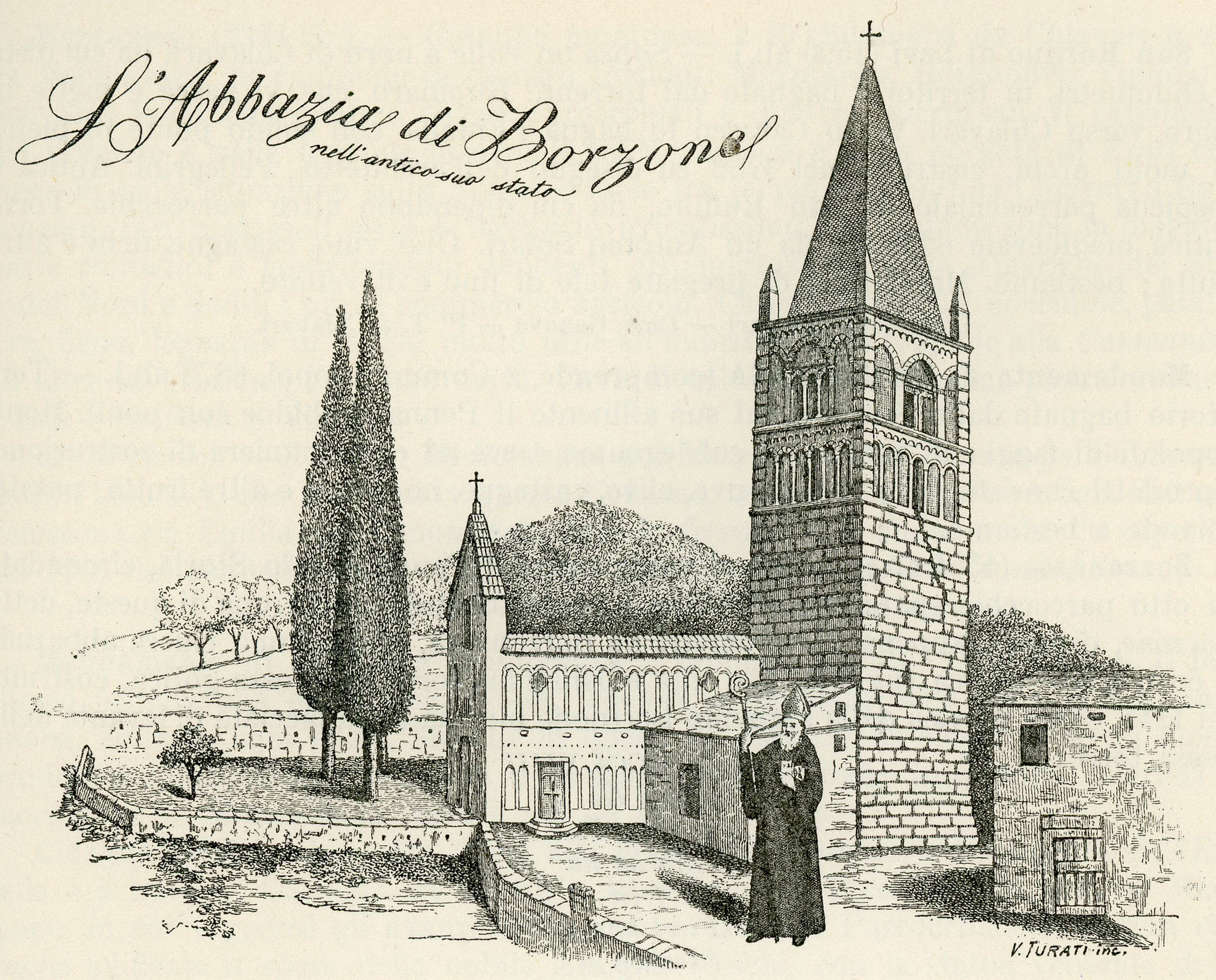
Antica stampa del primitivo impianto abbaziale

Attualmente la proprietà del complesso, dichiarato monumento nazionale il 10 marzo 1910, è gestita dalla diocesi di Chiavari per mezzo della locale parrocchia.
Nel XVII secolo la chiesa subì dei rimaneggiamenti: nel periodo tra il 1644 e il 1704, vennero aggiunte nuove finestre, nuove decorazioni interne e altari in marmo.
Tra il 1834 e il 1835 l'abbazia subì diversi interventi strutturali come la trasformazione del presbiterio e la soprelevazione della navata, che modificarono anche l'aspetto della facciata esterna.
Tra il 1950 e il 1958 la soprintendenza per i beni architettonici della Liguria ha attuato interventi di restauro, che hanno permesso di riportare alla luce le originarie strutture medievali del complesso monastico. Un secondo intervento fu realizzato nel 1983 nella chiesa, comprendendo il restauro della casa dei frati.
Nel settembre 2014 la diocesi di Chiavari ha nominato padre Attilio Fabris quale primo monaco diocesano dell'abbazia di Borzone; la presenza nella struttura degli ultimi monaci, dell'ordine benedettino, era datata al 1536.

## Descrizione

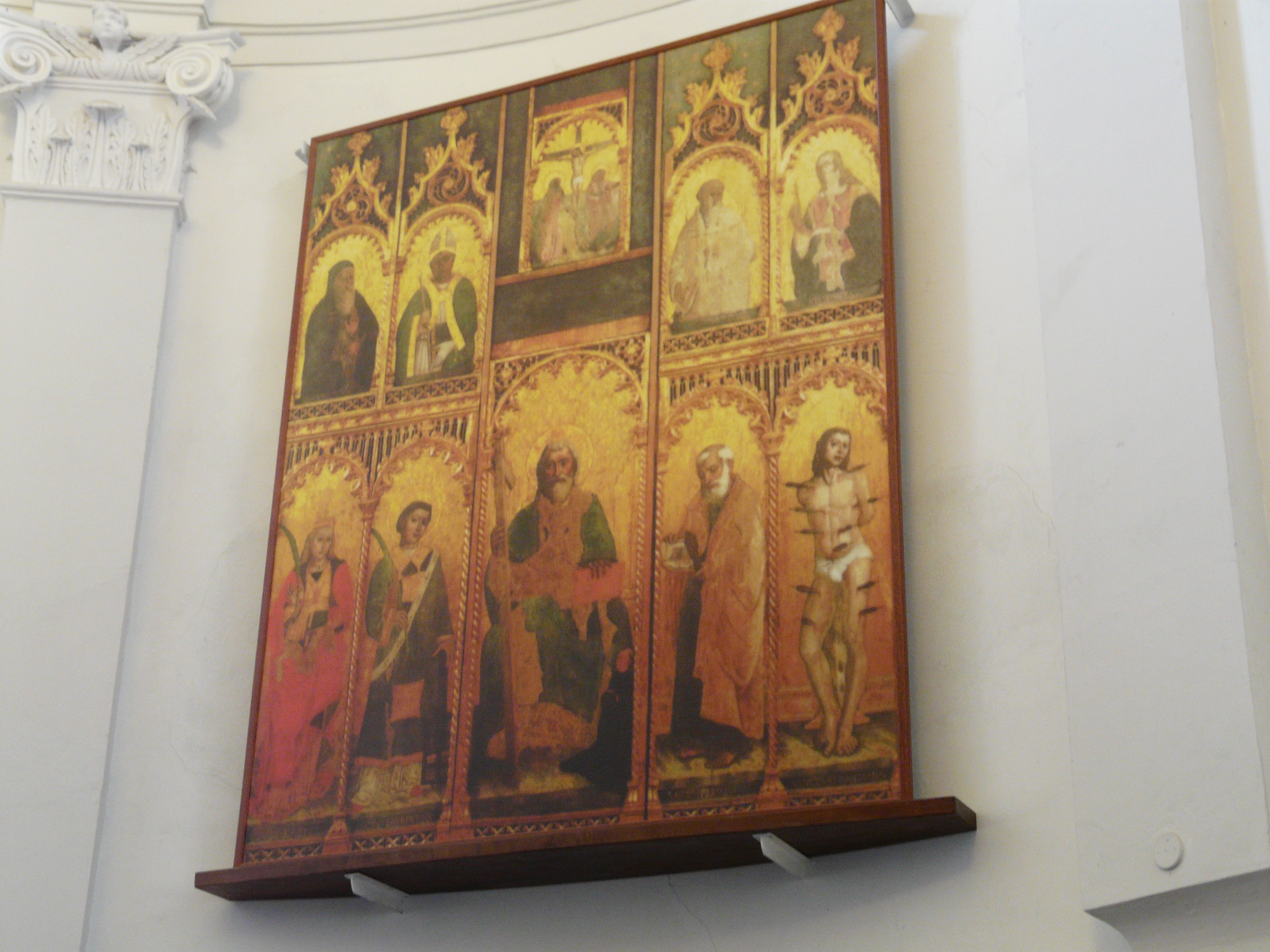
Particolare del polittico

Il complesso monastico comprende la chiesa, la sacrestia, un chiostro, un edificio adibito a canonica e una casa colonica. Una torre, in blocchi bugnati degli inizi del XIII secolo, fu trasformata nel 1310 in campanile mediante l'aggiunta della cella campanaria.
Le altre strutture presenti sono risalenti al XVI o XVII secolo, ad eccezione della foresteria costruita nel XIX secolo.
Il cipresso antistante la chiesa è classificato fra gli Alberi monumentali della Regione Liguria.

### Chiesa
L'edificio si presenta ad unica navata di tre campate e ospita un altare maggiore, della prima metà del XVIII secolo e tre laterali.
L'altare destro, collocato nella seconda campata fu eretto nel 1644 e dedicato originariamente alla Vergine Maria e dal 1680 alla Madonna del Rosario. Il tabernacolo fu sostituito da quello attuale nel 1898. Il primo altare di sinistra, sempre nella seconda campata, costruito nel 1683 era dedicato al Crocifisso e conserva originali la predella e la mensa d'altare, con una seicentesca statua in marmo della Madonna con Bambino.
Fino al 2003 la chiesa ha ospitato il polittico raffigurante l'apostolo Andrea - opera attribuita a Giovanni da Barbagelata o a Carlo Braccesco - attualmente ospitato presso il museo diocesano di Chiavari. Tuttavia nell'abbazia, sopra l'altare maggiore, è collocata una copia dell'opera d'arte. Nello scomparto superiore centrale è raffigurata la Crocifissione con la Vergine e san Giovanni Battista; a destra sono presenti san Bernardo abate e santa Apollonia, mentre a sinistra i santi Eufemiano e Antonio abate. Nella parte inferiore, al centro, sono raffigurati i santi Andrea, Pietro, Sebastiano, Lorenzo e Caterina.